# Juno Award/Blues Album of the Year
Der Juno Award for the Blues Album of the Year wird seit 1994 an das erfolgreichste Blues-Album eines kanadischen Künstlers vergeben. Der Preis kombiniert sowohl Blues als auch Gospel.

## Gewinner

### Best Blues/Gospel Album (1994–1997)
| Jahr | Sieger                           | Album                         | Nominierte | Ref.  |
| ---- | -------------------------------- | ----------------------------- | --- | ----- |
| 1994 | Colin Linden                     | South at Eight/North at Nine  | - You Can't Have Everything – Dutch Mason - Bluesology – The Whiteley Brothers - Terra Firma Boogie – Triple Threat                                                                         | [ 2 ] |
| 1995 | Montreal Jubilation Gospel Choir | Joy to the World Jubilation V | - Good Times Guaranteed – Downchild Blues Band - Home Is Where the Harp Is – Live – Harpdog Brown and the Bloodhounds - Welcome Back – John Ellison - Just Gettin' Started – Rita Chiarelli | [ 3 ] |
| 1996 | Jim Byrnes                       | That River                    | - Rites of Passage – Georgette Fry - Urban Blues Re:Newell – King Biscuit Boy - Big City Blues – Sue Foley - When the Sun Goes Down – The Sidemen                                           | [ 2 ] |
| 1997 | Long John Baldry                 | Right to Sing the Blues       | - If My Daddy Could See Me Now – Johnny V - Alive & Loose – Kenny "Blues Boss" Wayne - Sixteen Shades of Ble – The Whiteley Brothers - Fire – Tongues of Fire                               | [ 2 ] |

### Best Blues Album (1998–2002)
| Jahr | Gewinner       | Album            | Nominierungen | Ref.  |
| ---- | -------------- | ---------------- | --- | ----- |
| 1998 | Colin James    | National Steel   | - No Special Rider – Bill Bourne / Andreas Schuld / Hans Stamer - A Big Love – Lester Quitzau - What Were You Thinking? – The Rockin’ Highliners - In the Evening – Vann "Piano Man" Walls                                |       |
| 1999 | Fathead        | Blues Weather    | - Big Boy (Some Recycled Blues and Other Somewhat Related Stuff) – Carlos del Junco - Colin James and The Little Big Band II – Colin James - Blues Boss Boogie – Kenny "Blues Boss" Wayne - Blues Money – Michael Pickett |       |
| 2000 | Ray Bonneville | Gust of Wind     | - Blues Party – Chris Whiteley - Michael Jerome Browne – Michael Jerome Browne - Call It What You Want – Steve Hill |       |
| 2001 | Sue Foley      | Love Comin' Down | - Topless – Big Daddy G - Neck Bones & Cavier – Mel Brown - Conversation With The Blues – Michael Pickett - Rough Luck – Ray Bonneville                                                                                   |       |
| 2002 | Colin Linden   | Big Mouth        | - Double Shot! – Mel Brown & Snooky Pryor - Drive On – Michael Jerome Brown - Rattlebag – Paul Reddick & The Sidemen - Breakfast At Midnight – Rita Chiarelli                                                             | [ 4 ] |

### Blues Album of the Year (2003–heute)
| Jahr | Gewinner                 | Album                   | Nominierungen | Ref.  |
| ---- | ------------------------ | ----------------------- | --- | ----- |
| 2003 | Jack de Keyzer           | 6 String Loverl         | - First Class Riff-Raff – Fathead - Wise and Otherwise – Harry Manx - 88th & Jump Street – Kenny „Blues Boss“ Wayne - Long Hard Road – The Twisters                                  |       |
| 2004 | Morgan Davis             | Painkiller              | - Sweet Taste – Harrison Kennedy - Jubilee – Harry Manx & Kevin Breit - Roll It Down – Ray Bonneville - Too Much Fun – The Rockit 88 Band                                            |       |
| 2005 | Garrett Mason            | I'm Just A Man          | - Come On In – Downchild - Fresh Horses – Jim Byrnes - Soap Bars & Dog Ears – Jimmy Bowskill - No One To Blame – Rita Chiarelli                                                      |       |
| 2006 | Kenny „Blues Boss“ Wayne | Let It Loose            | - Voice + Story – Harrison Kennedy - Songs Of Vice And Sorrow – Julian Fauth - Villanelle – Paul Reddick - The Gas And The Clutch – The Perpetrators                                 |       |
| 2007 | Jim Byrnes               | House of Refuge         | - Colin James & The Little Big Band 3 – Colin James - Easin' Back To Tennessee – Colin Linden - Acoustic – David Gogo - The Way It Feels – Roxanne Potvin                            |       |
| 2008 | Fathead                  | Building Full of Blues  | - High Country Blues – Harrison Kennedy - Blues Thing – Jack de Keyzer - Junction City – Little Miss Higgins - A Lesson I've Learned – The Johnny Max Band                           |       |
| 2009 | Julian Fauth             | Ramblin’ Son            | - Get Way Back- A Tribute To Percy Mayfield – Amos Garrett - Acoustic Blues – Got 'Em From The Bottom – Big Dave McLean - Love & Sound – Garrett Mason - Mess of Blues – Jeff Healey |       |
| 2010 | Jack de Keyzer           | The Corktown Sessions   | - Steady Movin’ – Carlos del Junco - From The Water – Colin Linden - I Need A Hat – Downchild - Low Fidelity – Treasa Levasseur                                                      |       |
| 2011 | Jim Byrnes               | Everywhere West         | - Where's The Blues Taking Me – Fathead - Bread and Buddha – Harry Manx - It's A Long Road – The Johnny Max Band - The Sojourners – The Sojourners                                   |       |
| 2012 | MonkeyJunk               | To Behold               | - Still Blue – Bill Johnson - Soul Bender – David Gogo - Shame The Devil – Harrison Kennedy - Me ‘n’ Mabel – Suzie Vinnick                                                           |       |
| 2013 | Steve Strongman          | A Natural Fact          | - FIFTEEN – Colin James - Electric Love – Jack de Keyzer - Time – Shakura S'Aida - Solo Recordings Volume One – Steve Hill                                                           |       |
| 2014 | Downchild Blues Band     | Can You Hear the Music  | - Come on Down – David Gogo - Soulscape – Harrison Kennedy - My Guitar's My Only Friend – James 'Buddy' Rogers - All Frequencies – MonkeyJunk                                        |       |
| 2015 | Steve Hill               | Solo Recordings, Vol. 2 | - Belmont Boulevard – JW-Jones - Let Me Prove It To You – Steve Strongman - Wicked – The 24th Street Wailers - A Real Fine Mess – Harpoonist & The Axe Murderer                      |       |
| 2016 | Harrison Kennedy         | This Is From Here       | - Faded But Not Gone – Big Dave McLean - Brothers in This World – Blackburn - Vicksburg Call – David Gogo - Sliding Delta – Michael Jerome Browne                                    |       |
| 2017 | Paul Reddick             | Ride the One            | - Blue Highways – Colin James - Rich in Love – Colin Linden - Monkey Brain – Sean Pinchin - The Northern South Vol. 1 – Whitehorse                                                   |       |
| 2018 | MonkeyJunk               | Time to Roll            | - Better the Devil You Know – Big Dave McLean - Something I’ve Done – Downchild - No Time Like Now – Steve Strongman - Big City, Back Country Blues – Williams, Wayne and Isaak      | [ 5 ] |
| 2019 | Colin James              | Miles to Go             | - Checkmate – Jack de Keyzer - The Ice Queen – Sue Foley - Myles Goodwyn and Friends of the Blues – Myles Goodwyn - Run to Me – Samantha Martin & Delta Sugar                        |       |
| 2020 | Dawn Tyler Watson        | Mad Love                | - That's Where It's At – Michael Jerome Browne - Hand Me Down Blues – Durham County Poets - Pocket Full of Nothin' – Big Dave McLean - The Northern South, Vol. 2 – Whitehorse       | [ 6 ] |
| 2021 | Crystal Shawanda         | Church House Blues      | - Solar Powered Too – Rick Fines - Hell Bent With Grace – Angel Forrest - Spirits in the Water – Dione Taylor - The Reckless One – Samantha Martin & Delta Sugar                     |       |
| 2022 | Colin James              | Open Road               | - Blow – Colin Linden - Live at the Isabel – Miss Emily - Hope Dies Last – Steve Marriner - Pinky’s Blues – Sue Foley                                                                |       |
| 2023 | Angelique Francis        | Long River              | - Harpoonist & The Axe Murderer – Live at the King Eddy - Harrison Kennedy – Thanks for Tomorrow - Spencer Mackenzie – Preach to My Soul - Crystal Shawanda – Midnight Blues         |       |
| 2024 | Blue Moon Marquee        | Scream, Holler & Howl   | - Matt Andersen – The Big Bottle of Joy - Blackburn Brothers – Soulfunkn’blues - Michael Jerome Browne – Gettin’ Together - Brandon Isaak – One Step Closer                          |       |
| 2025 | Big Dave McLean          | This Old Life           | - Blue Moon Marquee – New Orleans Sessions - Sue Foley – One Guitar Woman - David Gogo – Yeah! - Samantha King and the Midnight Outfit – Samantha King and the Midnight Outfit       |       |